# Post-metal
Il post-metal è un sottogenere dell'heavy metal sviluppatosi negli Stati Uniti d'America, in Canada e in seguito anche in  Nord Europa. Lo stile musicale è basato su una commistione fra elementi post-rock, heavy metal e industrial. I principali gruppi appartenenti a questa scena sono i Neurosis, i Cult of Luna, i Rosetta e gli Isis; questi ultimi descritti, da parte della critica, come coloro che hanno tracciato le linee guida del genere, grazie all'album Oceanic.
D'altro canto c'è chi riconosce nei Godflesh i primi precursori del post-metal.

## Stile
La strumentazione del post-metal è quella tipica della musica metal: chitarra, basso, batteria, voce (spesso urlata), ed a volte tastiere. La voce è inserita più che altro in secondo piano, poiché in questo genere i brani sono per la maggior parte strumentali e prevalgono le melodie suonate dalle chitarre, mentre la tastiera svolge spesso la funzione di accompagnamento.
Le composizioni sono spesso lunghe (a volte più di dieci minuti) e basate molto sui crescendo di intensità di stampo post-rock, ponendo quindi in primo piano il contrasto fra parti più calme (quasi ambient) e quelle più potenti.
È una musica intensamente emotiva, spesso rilassante e dai ritmi lenti, benché potenti.

## Post-metal e sludge
Generalmente per sludge metal si intende una commistione fra hardcore e doom metal. A volte, il post-metal viene definito "atmospheric sludge". È tuttavia difficile stabilire un parametro fisso, sia per la continua tendenza delle band di questo tipo alla contaminazione e alla sperimentazione, sia per il loro usuale rifiuto verso le classificazioni musicali.